# Actinorriza
L'actinorriza è un nodulo radicale che si forma come conseguenza della simbiosi tra attinomiceti del genere Frankia e alcune piante non leguminose (circa 220 specie) appartenenti tutte al clade Eurosidi I.

## Funzione
La principale funzione delle attinorrize è quella di fornire azoto nello stato ridotto di ione ammonio (necessario per "costruire" gli amminoacidi) alla pianta.

## Anatomia
L'actinorriza si presenta come una piccola radice laterale lobata, simile esteriormente ad un nodulo radicale. Internamente è possibile riconoscere i vasi che compongono la parte centrale, un'endoderma e attorno al parenchima corticale. In corrispondenza degli apici dei lobi sono presenti delle aree meristematiche. È importante notare che non è presente la cuffia che invece caratterizza gli apici delle radici normali. Proprio per questo motivo l'actinorriza non si sviluppa secondo un geotropismo positivo (cioè non scende in profondità).

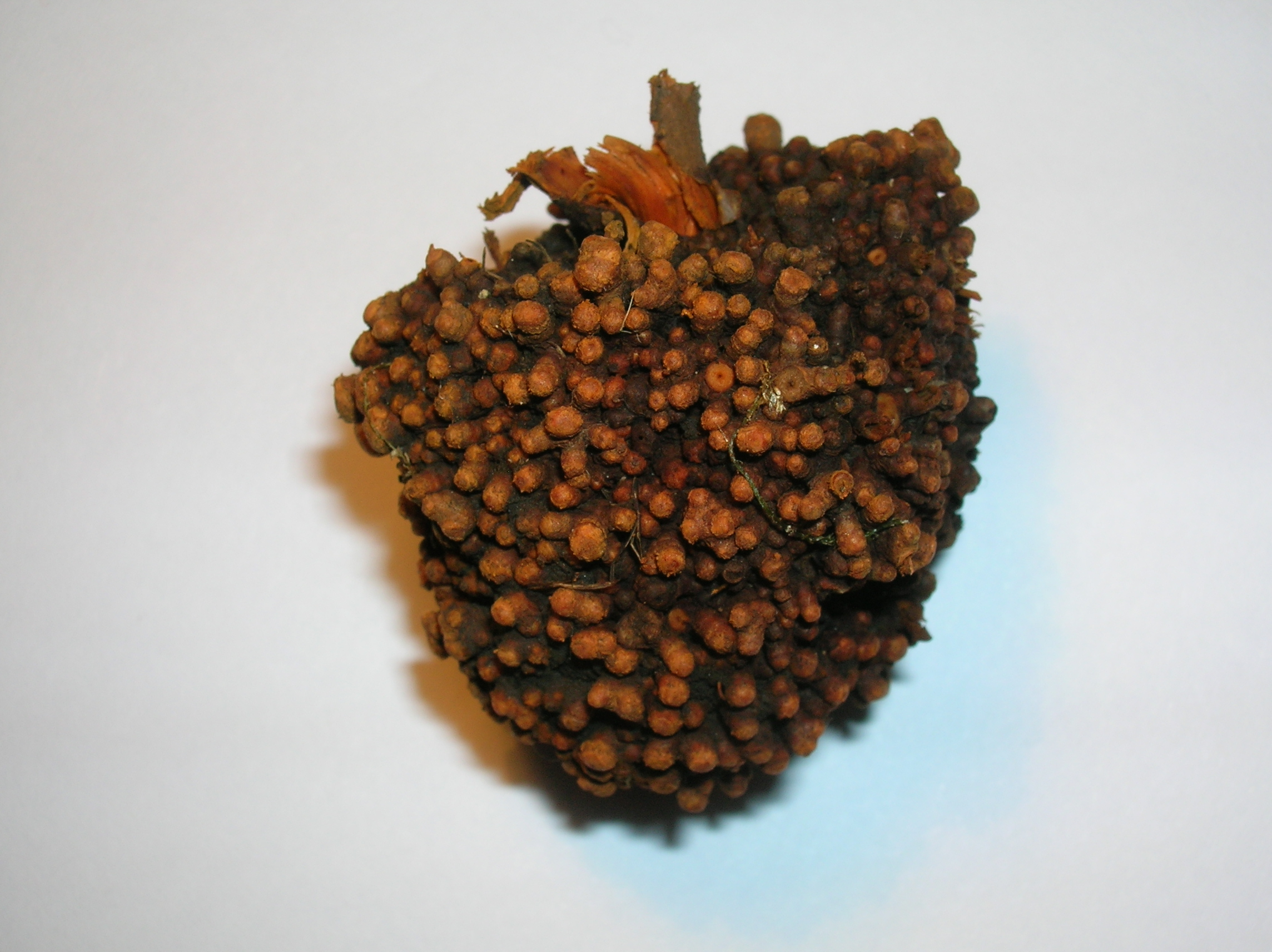
Radice di Ontano in cui si notano le actinorrize.

## L'infezione
Per infezione si intende il processo che porta alla colonizzazione ed all'instaurarsi della relazione simbiotica, attraverso l'ingresso dei batteri nell'ospite.
Frankia può venire in contatto con l'ospite in due modi: per via intracellulare oppure per via intercellulare.
- Via intracellulare: come succede per i Rizobi e per la formazione dei noduli radicali delle Leguminose, le ife di Frankia penetrano attraverso un pelo radicale (una cellula particolare della radice) modificato e vanno a colonizzare una zona del parenchima corticale che prende il nome di prenodulo. Contemporaneamente dal periciclo, l'area che contorna la parte centrale delle radici e da cui si sviluppano tutte le radici laterali, si forma il primordio del nodulo che inizia a cescere nel parenchima corticale. Dopo 5-10 giorni le ife dell'attinomicete penetrano nel parenchima corticale del primordio del nodulo e iniziano a colonizzarlo
- Via intercellulare: senza coinvolgere i peli radicali, le ife di Frankia raggiungono le cellule corticali del primordio del nodulo, passando attraverso gli spazi intercellulari dell'epidermide.

Queste due modalità infettive sono distinte per famiglia di piante, cioè una famiglia adotta sempre o un metodo o un altro. Esistono però alcuni ceppi, definiti flessibili, che utilizzano entrambe le vie.

### La formazione delle vescicole
Una volta penetrate nelle cellule, la pianta ricopre le ife di materiale fibrillare molto simile a quello che costituisce la tipica parete delle cellule vegetali. A questo punto, quasi tutte le specie di Frankia producono, sotto stretto controllo dell'ospite, delle particolari strutture che prendono il nome di vescicole. All'interno delle vescicole avviene la riduzione dell'azoto attraverso l'enzima nitrogenasi. È molto importante notare come le vescicole siano ricoperte da spessi strati proteici idrofobici composti prevalentemente da opanoidi che non permettono all'ossigeno di entrare nelle vescicole. Infatti l'attività nitrogenasica è bloccata da concentrazioni troppo elevate di ossigeno. Un'altra strategia, adottata dalla pianta è quella di accumulare alla base delle vescicole un alto numero di mitocondri che riducono localmente la concentrazione di ossigeno attraverso la respirazione.

## Cosa ne guadagnaFrankia?
Se da un lato è chiaro che la pianta trae giovamento da questa simbiosi grazie alla provvigione di azoto, meno chiaro è cosa ne guadagni Frankia.
Il batterio quando è in condizione aposimbiotica cresce molto lentamente, ma riesce comunque a sopravvivere. Molto probabilmente all'interno dell'ospite trova un ambiente protetto in cui crescere in modo più efficiente e nutrienti sufficienti per completare il suo ciclo vitale.

## I vegetali ospitanti
- Famiglie che sono infettate per via intracellulare (n° generi che hanno actinorrize/n° generi totali della famiglia)
  - Rosaceae (5/100)
  - Ulmaceae(1/118)
  - Elaeagnaceae (3/3)
  - Rhamnaceae (7/55)
- Famiglie infettate per via intercellulare (n° generi che hanno actinorrize/n° generi totali della famiglia)
  - Betulaceae (1/6)
  - Casuarinaceae (4/4)
  - Myricaceae (2/3)
- Famiglia di cui si ignora il tipo di infezione (n° generi che hanno actinorrize/n° generi totali della famiglia)
  - Coriariaceae (1/1)
  - Datiscaceae (1/1)